# Mauricio Macri

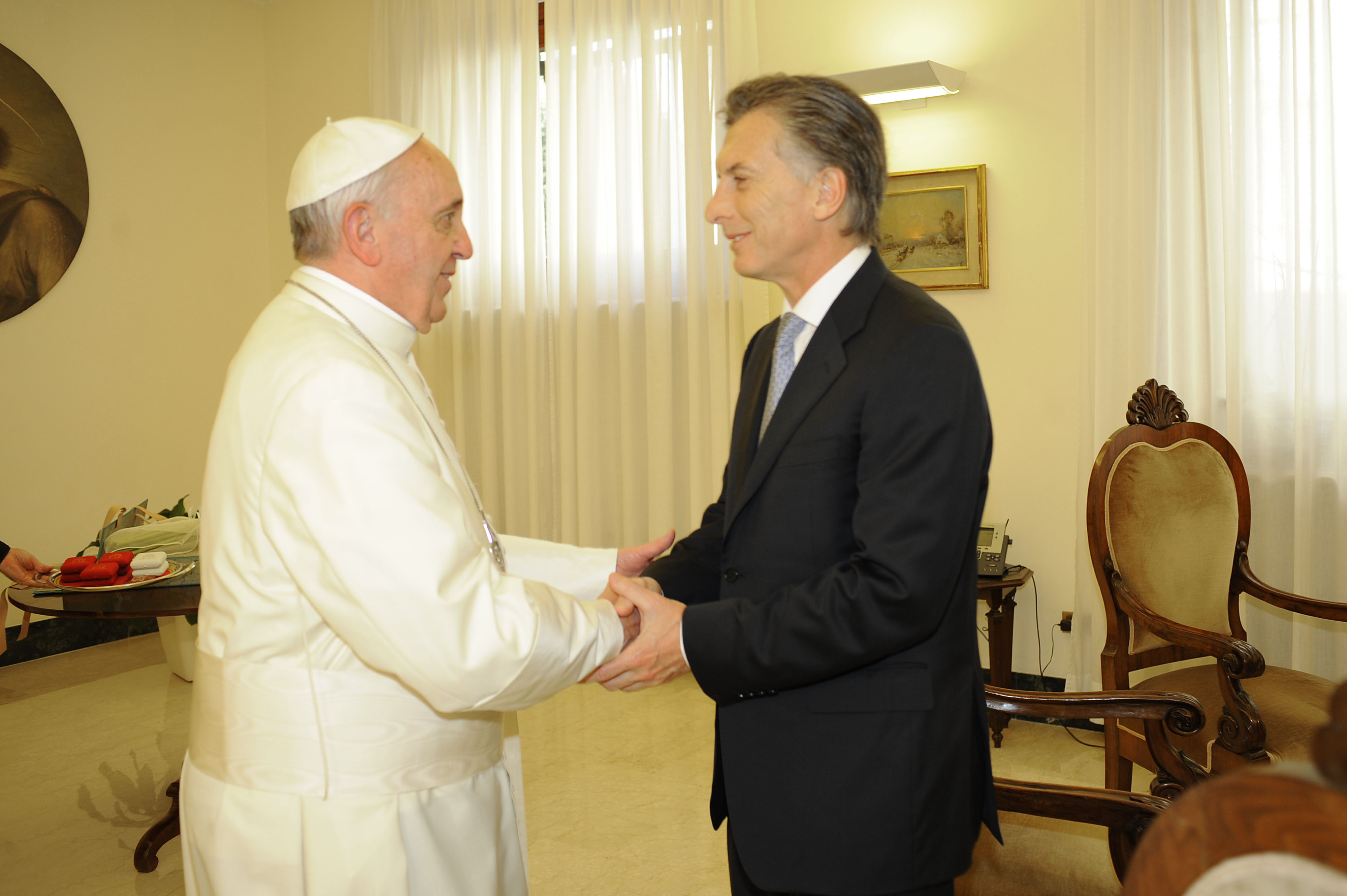
Mauricio Macri och påve Franciskus 2013.

Mauricio Macri, född 8 februari 1959 i Tandil i provinsen Buenos Aires, är en argentinsk entreprenör, civilingenjör och partiledare för det argentinska center-högerpartiet PRO. Han var Argentinas president 2015–2019.
År 2007 valdes han till borgmästare i Buenos Aires stad för mandatperioden 2007–2011. Den 22 november 2015 valdes Macri till Argentinas president med 53% av rösterna och svors in som president den 10 december 2015.

## Utmärkelser
- San Martín Befriarens orden med kedja (Argentina, 2015, stormästare)[3]
- Majordens storkors (Argentina, 2015, stormästare)[4]
- Södra korsets orden med kedja (Brasilien, 2017)[5]
- Italienska republikens förtjänstorden med kedja (Italien, 2017)[6]
- Italienska stjärnans ordens storofficerare (Italien, 2009)[6]